# Alan Leo Pleština
Alan Leo Pleština (Chelmsford, Velika Britanija, 25. lipnja 1969.) je hrvatski arhitekt.

## Karijera
U razdoblju od 2000. do kraja 2013. bio je na poziciji suvlasnika (partnera), člana Uprave, direktora i osnivača arhitektonskog odjela društva UPI-2M d.o.o. Osnivač je i direktor arhitektonskog studija PULS*AR (Pulsar Arhitektura d.o.o.) koje vodi i u kojem je zaposlen od 2014. do danas. 
Bio je predsjednik Odbora za međunarodnu suradnju pri Hrvatskoj komori arhitekata (HKA) i član skupštine Udruge hrvatskih arhitekata, član skupštine HKA te područnog odbora HKA

## Značajniji projekti
Kao autor, koautor, koordinator, projektant arhitekture i glavni projektant vodio je i radio na brojnim uspješnim projektima, od kojih su neki od značajnijih: 
Sportski objekti
- Arena, Zagreb (2007. – 2009.), - nagrada na Svjetskome arhitektonskom festivalu 2009.[nedostaje izvor]

Trgovački centri
- Z Centar, Zagreb (2017. – 2021.) - nagrade: European Property Awards (2020. – 2021.), Nagrada BIGSEE (2022.)[1]
- Arena Centar, Zagreb (2007. – 2010.)

Uslužni objekti
- Movenpick Split (2018. -) – hotel
- ACI marina Pomer (2014.) – rekonstrukcija

Poslovne zgrade
- Stipić, Lučko (2011.) – finalist Svjetskoga arhitektonskog festivala 2009.[nedostaje izvor]
- Crodux Tower (2009.) - nagrada na natječaju »World Architecture Awards«[2]
- Biooctanic (2008.) - finalist Svjetskoga arhitektonskog festivala[nedostaje izvor]